# Hahsharat Hayishouv
Hahsharat Hayishouv (הכשרת הישוב) est un conglomérat immobilier israélien fondé en 1908 pour se rendre acquéreur de terres en Terre d'Israël et les aménager pour l'installation de populations juives. Entré en bourse en 1953, il a été racheté en 1987 par l'homme d'affaires Yaakov Nimrodi (en).

## Histoire
Hahsharat Hayishouv a été créée en 1908 à l'initiative du professeur Otto Warburg et du docteur Arthur Ruppin. Yéhoshoua Henkin est le principal leader de Hahsharat Hayishouv et en 1909, il achète pour le compte du KKL 10000 dounamim de terres dans la vallée de Jezreel, sur lesquelles en 1911 le kibboutz Merhavia verra le jour.
Les premiers temps, la société s'attache tout particulièrement à acheter des terres cultivables pour y installer des nouveaux émigrants. Après l'acquisition des terrains de Merhavia, Hahsharat Hayishouv achète durant la Première Guerre mondiale les terres sur lesquelles seront créés entre autres Rouhama, Kfar-Ouria, Kfar Malal, Kiryat-Anavim, Guezer, Atarot et Tel-Adashim.
Après la Première Guerre mondiale, Hahsharat Hayishouv contribue au développement de zones urbaines, et elle crée entre autres les quartiers de Talpiyot et de Réhavia à Jérusalem, celui de Névé-Shaanan à Haïfa et la rue Allenby à Tel-Aviv.
En 1934, la société devient responsable de l'assainissement de la vallée de la Houla. Jusqu'à la création de l'État d'Israël, Hahsharat Hayishouv se rend acquéreur de la moitié des terres mises à la disposition de l'entreprise sioniste. Après l'indépendance, Hahsharat Hayishouv concentre ses activités dans le développement de constructions immobilières dans tout le pays. En 1953, elle a été une des premières entreprises cotées à la bourse de Tel-Aviv.